# Овадновская сельская община
Овадновская сельская община (укр. Оваднівська сільська громада) — территориальная община во Владимирском районе Волынской области Украины.
Административный центр — село Овадное.
Население составляет 5921 человек. Площадь — 351,4 км².
В соответствии с распоряжением Кабинета Министров Украины от 12 июня 2020 года, в состав общины вошла территория Белинского, Галиновского, Красноставского и Овадновского сельских советов Владимир-Волынского района, а также Гайковского и Овлочинского сельских советов упразднённого Турийского района.

## Населённые пункты
В состав общины входит 21 село:
- Овадное
  - Верба
  - Маркеловка
  - Сусваль
- Белинский старостинский округ:
  - Белин
  - Лески
  - Охновка
  - Писарева Воля
- Галиновский старостинский округ:
  - Воля-Свийчевская
  - Галиновка
  - Гевин
  - Красностав
  - Людмилполь
  - Свийчев
- Гайковский старостинский округ:
  - Гайки
  - Замосты
  - Руда
  - Ягодное
- Овлочинский старостинский округ:
  - Крать
  - Овлочин
  - Ставки